# Шведревиц, Николай
Николай Шведревиц (латыш. Nikolajs Švedrēvics; 18 января 1891, Рига — 8 июля 1937, Рига) — российский и латвийский легкоатлет. Специализировался на метании копья, также участвовал и в других дисциплинах. Неоднократный чемпион и рекордсмен Российской империи, РСФСР и Латвии. Участник Олимпийских игр 1912 года.

## Биография
Родился 18 января 1891 года в Риге. В ряде источников упоминается с двойным именем Николай-Константин. В качестве спортсмена представлял рижский клуб «Унион».
На соревнованиях в 1911 году стал рекордсменом России в метании копья (48,34 м).
Неоднократный чемпион и призёр чемпионатов Российской империи. На чемпионате 1912 года одержал победу в метании копья (47,34 м). На чемпионате 1913 года занял в этой дисциплине второе место (46,51 м). На чемпионате 1914 года стал трёхкратным чемпионом — в метании копья с новым рекордом России (52,98 м), а также в прыжке в длину с места (2,97 м) и в эстафете 4×100 м в составе клуба «Унион» (Рига). Также в 1914 году стал серебряным призёром чемпионата в прыжке в высоту с места (1,44 м). На чемпионате 1915 года стал победителем в прыжке в высоту с места (1,41 м).
В 1912 году, в составе сборной Российской империи, участвовал в летних Олимпийских играх в Стокгольме. Соревновался только в одной дисциплине — метании копья, и занял 20-е место с результатом 43,21 м.
Во время Первой мировой войны был эвакуирован в Ростов. В 1920 году, представляя этот город, стал победителем т. н. Предолимпиады (чемпионата РСФСР) в метании копья с результатом 41,09 м.
В 1921 году вернулся в Латвию. Стал трёхкратным чемпионом страны — в 1922 году в метании копья и в прыжке в высоту с места, а в 1923 году — в эстафете 4×100 м. Двукратный рекордсмен Латвии в метании копья — 48,23 и 49,40 (оба результата — в 1922 году) и в прыжке в высоту с места — 1,38 м (1922).
В последние годы жизни страдал от туберкулёза. Скончался в Риге 8 июля 1937 года на 47-м году жизни. Похоронен на кладбище Матиса.